# Castellaro (Sala Baganza)
Castellaro è una frazione del comune di Sala Baganza, in provincia di Parma.
La località dista 1,98 km dal capoluogo.

## Geografia fisica
Castellaro sorge alla quota di 186 m s.l.m., sui primi rilievi collinari appenninici; l'abitato è posto sulla sponda sinistra del torrente Baganza ed è attraversato dal rio Ginestra, affluente di quest'ultimo.

## Origini del nome
Il toponimo ha origine incerta, in quanto non esiste alcuna testimonianza dell'esistenza seppur temporanea di un castello difensivo nella località. Secondo alcune ipotesi, potrebbe riferirsi alla vicinanza con la rocca di Sala, ma la maggior parte degli storici reputa che il nome derivi dall'antica presenza di un castelliere, ossia di un piccolo insediamento fortificato d'epoca protostorica o romana.

## Storia
Il borgo fu fondato in epoca medievale; la più antica testimonianza della sua esistenza risale al 1081, quando Castellarium fu citato in un atto di convalida da parte del vescovo di Parma Everardo di una donazione di alcune terre ai canonici del Capitolo della Cattedrale di Parma.
A servizio dell'abitato fu eretta una cappella, menzionata per la prima volta nel 1230 tra le dipendenze della pieve di San Vitale Baganza.
Nel 1481 il conte Giberto III Sanvitale, che nel 1477 aveva ricostruito la rocca di Sala con giurisdizione anche su Maiatico e Castellaro, acquistò ufficialmente dalla Camera ducale di Milano il feudo di Castellaro con un rogito notarile; ciò scatenò la protesta degli abitanti del luogo, rimasti fedeli al suo rivale e suocero Pier Maria II de' Rossi, i quali furono invece obbligati a prestargli giuramento. Subito il Conte fece realizzare a Castellaro un acquedotto per rifornire di acqua il centro di Sala, ma suo cognato Guido de' Rossi, con l'aiuto dei castellaresi, distrusse il canale, lasciando all'asciutto il borgo salese.
Nel 1512 il Comune di Parma si rivolse al papa Giulio II per ottenere la restituzione dei feudi di Castellaro e Albareto con Grugno, lamentandone l'usurpazione da parte dei conti Sanvitale; il pontefice si preoccupò invece solo di riscutere le imposte dalle comunità locali.
Nel 1612 ebbe fine il dominio dei Sanvitale sulla zona: il conte Girolamo e la madre Barbara Sanseverino, insieme a numerosi altri nobili, furono arrestati e giustiziati con l'accusa di aver partecipato alla presunta congiura dei feudatari ai danni del duca di Parma Ranuccio I Farnese, che confiscò tutti i loro beni.
Nel 1782 il conte Gian Battista Carpintero, già segretario di Stato del duca Filippo di Borbone, acquistò numerose terre tra Castellaro, San Vitale e Monte Palero; nel 1791 il duca Ferdinando gli assegnò i diritti feudali su Castellaro, che la sua famiglia mantenne fino alla loro abolizione sancita da Napoleone nel ducato di Parma e Piacenza nel 1805.
Negli anni successivi, Castellaro divenne frazione del neocostituito comune (o mairie) di Sala.
All'epoca l'unica via di collegamento tra Sala Baganza e San Vitale passava per il piccolo centro di Castellaro; soltanto nel 1871, dopo decenni dai primi progetti, fu completata una nuova strada rettilinea a valle, realizzata nell'alveo del torrente.

## Monumenti e luoghi d'interesse

### Oratorio del Santissimo Nome di Maria

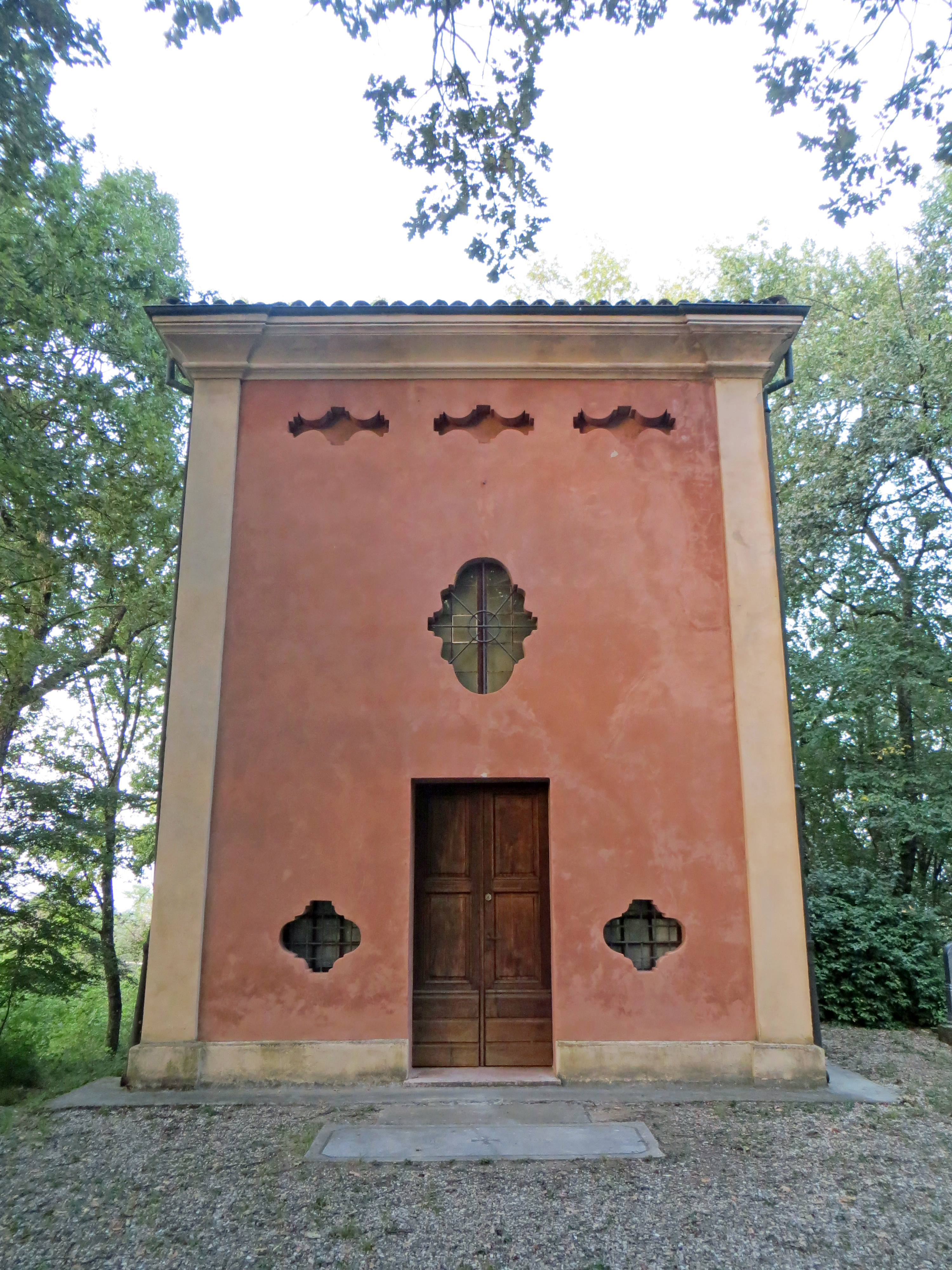
Oratorio del Santissimo Nome di Maria

Menzionato per la prima volta nel 1230, l'oratorio originario di Castellaro, danneggiato gravemente tra il 1603 e il 1606, fu ricostruito nel 1618 su finanziamento dei marchesi Banzola e intitolato a san Giovanni Battista; caduto successivamente in rovina, fu riedificato in stile barocco nel 1715 per volere dei Banzola e dedicato alla beata Vergine Maria. La struttura, sviluppata su una pianta a navata unica, è caratterizzata dalla presenza di una serie di aperture polilobate nella facciata; all'interno è conservato sul fondo dell'abside un piccolo affresco raffigurante la Madonna col Bambino, eseguito forse da Giuseppe Peroni.

### Villa Rivalta
Costruita entro il XVIII secolo dalla famiglia Rutta, la modesta struttura passò in seguito alla famiglia Cavarca, che ne risultava proprietaria nel 1821; acquistata negli anni successivi dal direttore delle regalie ducali Salvatore Tarchioni, fu notevolmente ampliata e decorata in stile neoclassico; comprata da Maria Sinigallia, fu venduta agli inizi del XX secolo ai fratelli Bigola, che costruirono accanto alla villa un'ampia scuderia; alienata nel 1916 a Luigi Alessandrini, fu ereditata nel 1927 dalla figlia Tina coniugata Pavesi. La struttura, sviluppata su una pianta rettangolare, presenta una simmetrica facciata elevata su due livelli principali fuori terra, oltre al sottotetto; al centro, raggiungibile attraverso una breve scalinata, si apre il portale d'ingresso ad arco a tutto sesto, sormontato dal balconcino del primo piano; in sommità, si erge nel mezzo del tetto una torretta, coronata da una piccola campana sovrastata da una guglia in ferro battuto; all'interno si accede al salone centrale, privo di decorazioni. Intorno si sviluppa l'ampio parco riccamente piantumato, mentre a nord della villa si innalzano le antiche serre e altri edifici di servizio.

### Villa Fumagalli
Costruita nel 1687 dal conte Francesco Banzola, nel 1693 nominato tesoriere generale dello Stato, la villa fu alienata verso la fine del XIX secolo al capitano Villa, che la trasmise alla figlia Maria coniugata Zanetti; acquistata intorno al 1933 dalla famiglia Terzi, passò di mano più volte, fino a essere comprata nel 1962 da Achille Fumagalli. La struttura, sviluppata su una pianta rettangolare, presenta un'asimmetrica facciata con portale d'ingresso decentrato, elevata su due livelli principali fuori terra, oltre al sottotetto; sul tetto si erge un piccolo campanile a vela. All'interno l'androne centrale dà accesso alle sale adiacenti, in parte coperte da volte a padiglione. Intorno si sviluppa il giardino piantumato.

### Acquedotto della Nave
Edificato forse già tra il XIII e il XV secolo, il ponte sul rio Ginestra dell'acquedotto, noto anche come ponte della Nave, fu sopralzato e rinforzato agli inizi del XVII secolo per volere del duca Ranuccio I Farnese, che, intenzionato a irrigare i terreni collinari sopra al centro di Sala, fece anche realizzare due gallerie a valle e a monte dell'infrastruttura; in seguito abbandonato, cadde verso la fine del XX secolo in uno stato di profondo degrado. La struttura in laterizio, lunga 140 m, è retta da 15 arcate.

## Economia
A Castellaro, lungo la strada di collegamento tra Sala Baganza e San Vitale, sorgono diverse industrie, tra cui alcuni prosciuttifici e, dagli anni 1970, l'azienda Arquati, specializzata nella produzione di cornici, tende da sole e tessuti per tendaggi.